# Ramundeboda kyrka
Ramundeboda kyrka är en kyrkobyggnad i Laxå i Strängnäs stift. Den är församlingskyrka i Ramundeboda församling.

## Kyrkobyggnaden
Kyrkan är en spånklädd korskyrka i barock uppförd av brukspatronen Anton von Boij under åren 1686-1688 intill den gamla klosterplatsen invid Borasjöns strand mellan dagens Laxå och Finnerödja. År 1801 tillbyggdes sakristia och vapenhus. Åren 1898–1899 flyttades kyrkan från sin ursprungliga plats vid Borasjön, ner till centrala Laxå där den idag ligger i en park i närheten av järnvägsstationen. Vid flytten byttes de två nedersta stockvarven ut, tornet höjdes och ett nytt vapenhus tillkom. I sin nuvarande form är byggnaden en korskyrka med centraltorn. I västra korsarmen finns kor och sakristia. Norra och södra korsarmen har varsitt vapenhus.
Kyrkan är den enda egentliga kyrkan som tillhör Ramundeboda församling och den brukas regelbundet; minst ett par gånger i veckan. Församlingen har även gudstjänster i det lilla huskapellet i församlingshemmet Casselgården.

## Inventarier
Takmålningarna är ursprungliga från byggnadstiden, liksom altaruppsatsen, predikstolen och dopfunten. En dopängel  av trä föreställande Carolina Sabina Tersmeden är donerad till kyrkan 1758 av hennes make Erik Tersmeden. Ett krucifix från Tyrolen är från slutet av 1500-talet.

## Orgel
- 1899 bygger E A Setterquist & Son, Örebro en orgel med 12 stämmor.
- Den nuvarande orgeln är byggd 1984 av Finn Krohn's Orgelbyggeri, Hilleröd, Danmark. Orgeln är mekanisk. Fasaden är från 1899 års orgel.

| Huvudverk I  | Svällverk II         | Pedal       | Koppel |
| Gedackt 16´  | Koppelflöjt 8´       | Subbas 16´  | I/P    |
| Principal 8´ | Fugara 8´            | Rörflöjt 8´ | II/P   |
| Rörflöjt 8´  | Voix celeste 8´      | Fagott 16´  | II/I   |
| Hålflöjt 2´  | Flûte octaviante 4'  | Trombon 8´  |        |
| Kornett III  | Piccolokvinta 1 1/3' | Skalmeja 4' |        |
| Mixtur V     | Cymbale IV           | Tremulant   |        |
| Tremulant    | Dulcian 16'          |             |        |
|              | Trumpet 8'           |             |        |
|              | Oboe 8'              |             |        |
|              | Tremulant            |             |        |
|              | Crescendosvällare    |             |        |

## Bilder

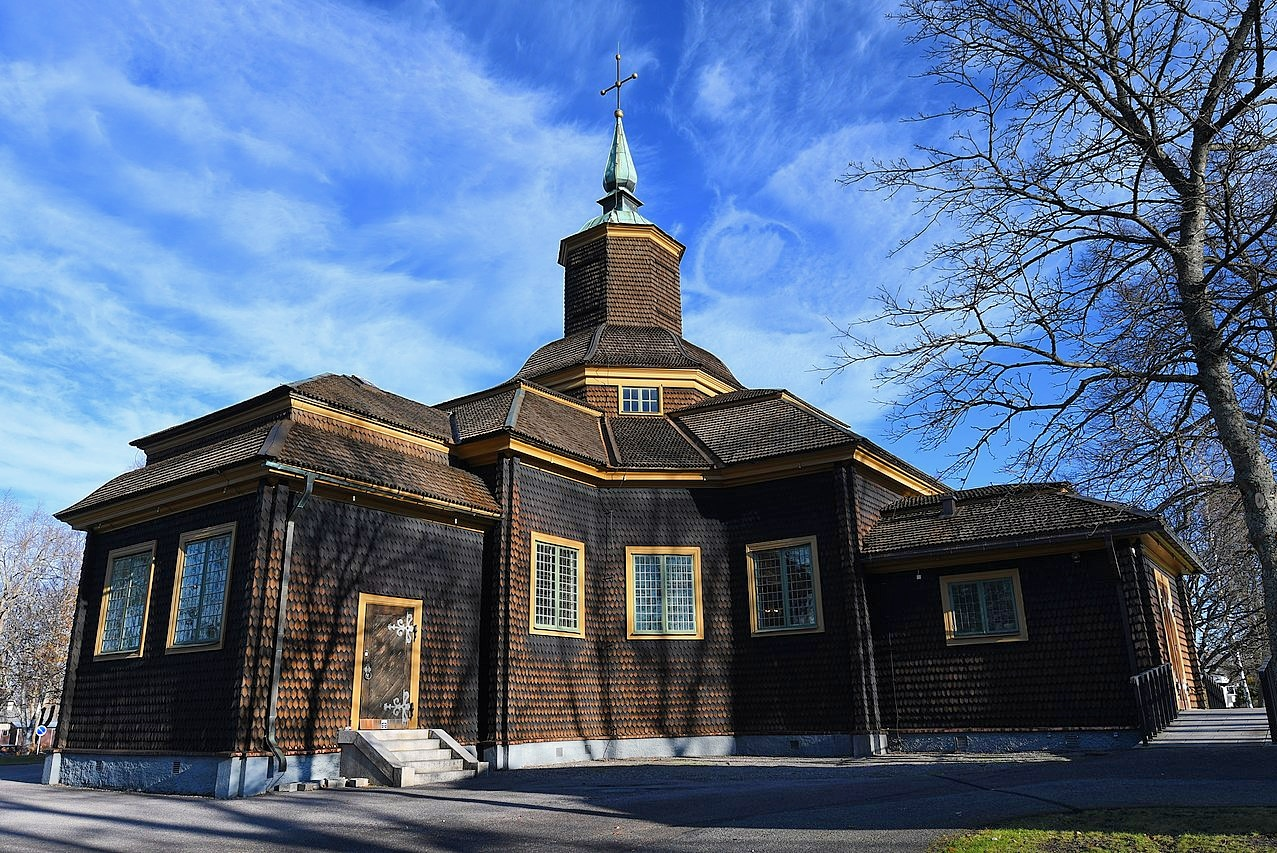
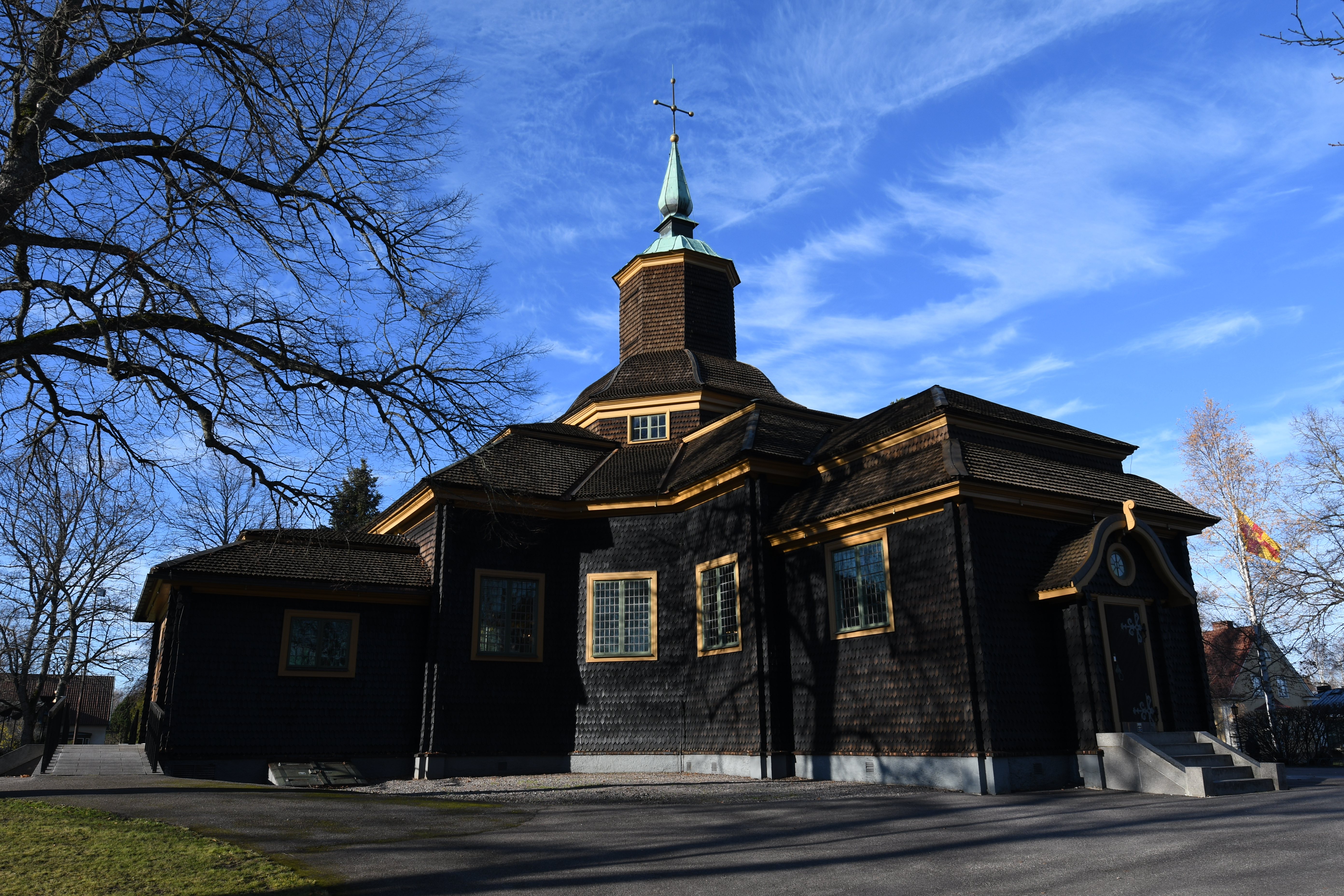
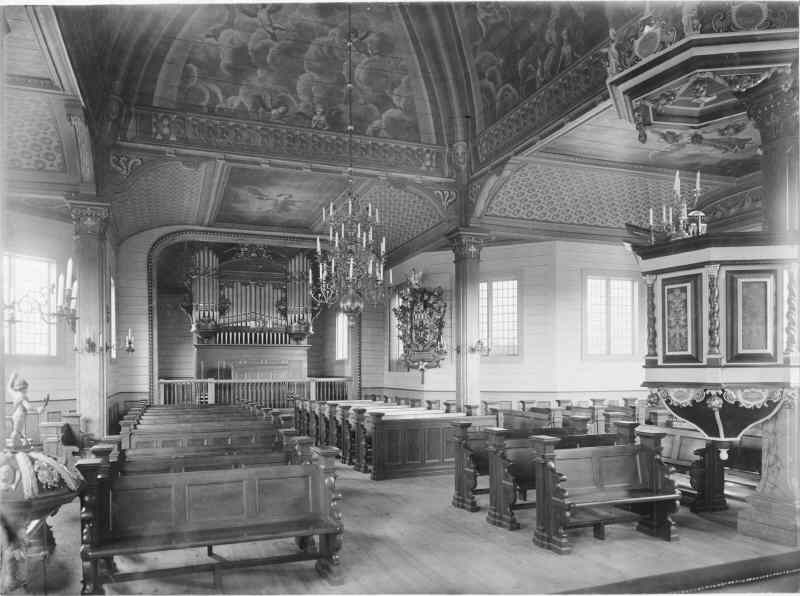
Interiörer 1902.
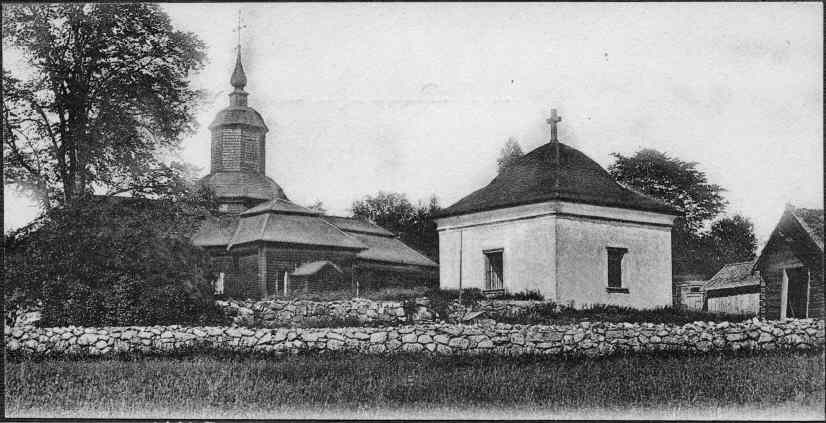
Kyrkan vid ett bårhus på sin ursprungliga plats, okänt datum.

### Webbkällor
- Församlingen informerar om kyrkan
- byggnadspresentation